# Lorn (groupe)
Pour les articles homonymes, voir Lorn.
Lorn est un groupe de black metal italien, originaire de Bolzano, dans le Trentin-Haut-Adige. Le groupe est mieux connu dans le milieu underground. Au début de 2006, le groupe publie son premier album studio, Towards the Abyss of Disease au label Eerie Art Records. Après deux splits en 2007 et 2012, le groupe publie son deuxième album studio, Subconscious Metamorphosis au label I,Voidhanger Records. Au début de 2017, le groupe publie son premier EP Arrayed Claws au label I,Voidhanger Records.

## Biographie
Lorn est formé en 2002 à Bolzano, dans le Trentin-Haut-Adige. Cette même année, le groupe publie un split intitulé Into the Frozen Empire / Near. En avril 2004, le groupe publie sa première démo en édition limitée à 500 exemplaires, The Path to the Black Infinity, qui est orienté black metal traditionnel/old school et distribué par Sol Atratus Productions,.
Au début de 2006, le groupe publie son premier album studio, Towards the Abyss of Disease au label Eerie Art Records. L'album, qui contient au total six chansons, est bien accueilli par la presse spécialisée,,,. En 2007 suit leur split intitulée From the Ancient Dolomitic Forests, lui-même suivi cinq ans plus tard, en 2012, du split Enshroudment of Astral Destiny, avec le groupe Battle Dagorath.
En octobre 2013, le groupe publie son deuxième album studio, Subconscious Metamorphosis au label I,Voidhanger Records. L'album, qui contient neuf chansons, est bien accueilli par la presse spécialisée,,. La première chanson de l'album est comparée à Gorgoroth et Aosoth.

## Membres

### Membres actuels
- Chimsicrim – batterie[2]
- Radok – guitare, piano, chant, basse[2]

### Anciens membres
- Hector – basse, chant[2]
- Zejilko – batterie[2]
- Grind – batterie[2]
- Atum – batterie[2]
- Fredrik – batterie[2]
- Tomb – chant[2]
- Deadchrist - basse[2]
- Kurt Oberhollenzer - batterie[2]

## Discographie

### Albums studio
- 2006 : Towards the Abyss of Disease
- 2013 : Subconscious Metamorphosis

### EP
- 2017: Arrayed Claws

### Splits
- 2002 : Into the Frozen Empire / Near
- 2007 : From the Ancient Dolomitic Forests
- 2012 : Enshroudment of Astral Destiny

### Démo
- 2004 : The Path to the Black Infinity